# Bicos
 Bicos ist ein Ort und eine Gemeinde (Freguesia) im Alentejo in Portugal im Bezirk von Beja, mit einer Fläche von 52,6 km² und 549 Einwohnern (Stand 30. Juni 2011). Dies entspricht einer Bevölkerungsdichte von 10,4 Einw./km².  Die Gemeinde von Bicos wurde erst am 25. März 1988 gegründet. Vorher gehörte der Ort zur Gemeinde Vale de Santiago.